# Slither.io
Slither.io je masivní multiplayerová online hra, vyvinutá Stevem Howsem v roce 2016. Smyslem hry je, že hráč má ve hře svého hada, kterého ovládá, soupeří s ostatními hráči a snaží se, aby jeho had byl největší na serveru. Hra Slither.io je stylem hraní podobná populární online hře, Agar.io a vzhledem připomíná arkádovou hru Snake. Popularita hry vzrostla potom, co známý youtuber PewDiePie natočil video, kde tuto hru hraje. Popularita mobilní verze hry na App Store vzrostla krátce po jeho vydání a v červnu 2016, jen několik měsíců po svém vydání, měla hra v operačním systému Android přes 50 milionů stažení a na krátkou chvíli se stala jednou z nejhranějších her světa.

## Princip hry
Hráč má ve hře svého hada či žížalu (označení podle velikosti; malý = žížala, velký = had, dále jen „had“), kterého ovládá myší. Cílem hry je sbírat body a být co největším hadem na serveru. Deset největších hráčů na serveru je uvedeno v tabulce.

### Pravidla hry
Hráčův had se pohybuje po herní ploše kruhovitého tvaru, která je po stranách ohraničena jakousi zdí,které se nesmíte dotknout. Ve hře nelze couvat ani se zastavit. Na začátku hry má had 10 bodů. Had získává body pojídáním malých svítících teček, které jsou jen tak roztroušeny po herní ploše. Když had narazí hlavou do jiného hada, takzvaně „zemře“ a musí začít znovu. Po své „smrti“ se had promění v svítící tečky, které jsou však větší a mnohem hodnotnější než ty klasické - celková hodnota všech teček z něj odpovídá přibližně jeho skóre v momentě, kdy zemřel. Když had narazí do stěny ohraničující herní prostor, též zemře, ale nezůstanou po něm žádné tečky. Hráč nemůže narazit do vlastního těla, bez problému jím projde. Výhodou (a zároveň nevýhodou) této hry je, že i sebemenší žížala může porazit mnohem většího hada, pokud do ní narazí.

#### Zrychlení
Zrychlení má ve hře velmi důležitou roli. Zrychlení je přechod z normální rychlosti na rychlost vyšší. Hráči zrychlují, aby utekli před nepřítelem nebo ho naopak dohnali, aby snadněji obkroužili (obkroužení viz níže), či aby se někam rychleji dostali. Zrychlení se též používá při tzv. závodech (viz níže). Pohyb se zrychlením hráči ubírá body. Když je hráč na minimu, tedy má 10 bodů, nemůže zrychlit. Provedení: na počítači se zrychluje kliknutím levým tlačítkem myši, na dotykovém displayi se provádí dvojitým kliknutím na obrazovku a následným přidržením prstu.

### Taktiky
Zde jsou uvedeny nejpoužívanější taktiky mezi hráči:

Podražení je základní, avšak ne nejpoužívanější taktikou ve hře. Provedení je velmi jednoduché, zrychlení není nutné. Spočívá v tom, že jeden had si vybere svou oběť, ať už je větší nebo menší než on. Poté se snaží před něj „vlézt“ tak, aby nepřítel hlavou narazil do jeho těla. Lze to provést i bez zrychlení, ale pak je to značně těžší. Zde se potvrzuje fakt, že v této hře had může být poražen i hráčem s nižším počtem bodů.

Obkroužení je zřejmě nejpoužívanější cílenou taktikou ve hře. Obkroužení spočívá v tom, že větší had, tzv. lovec si najde menšího, kterého si zvolí za svou oběť. Lovec zrychlí a oběť uvězní tím, že ji nejprve „obejde“ kolem dokola a pak následuje vlastní ocas. Pokud se to povede, kolem oběti vznikne uzavřený prostor, ze kterého není úniku. Toto je třeba provést velmi rychle a pokud možno tak, aby si oběť nevšimla, že ji někdo chce obkroužit. Lovec se poté pomalu stáčí do spirály a tím oběti postupně zmenšuje prostor. Jakmile je prostor tak malý, že se zde oběť už nedokáže pohybovat, narazí do těla lovce a zemře. Lovec pak může vysbírat tečky, co po něm zbyly. Zrychlení zde není nutné, avšak bez něj je to značně obtížnější. 

Závody vznikají často necíleně. Při této taktice je zrychlení nutné. Často vzniká, když jeden had chce obkroužit druhého, ten ale včas unikne a snaží se lovce podrazit, proto zrychlí a snaží se mu vplazit před hlavu. Pokud lovec včas zareaguje, též zrychlí, aby nebyl podražen. Tak vznikají závody - dva zrychlení hráči (většinou jedni z největších) jedou vedle sebe a snaží se jeden druhého podrazit. Závody obvykle končí smrtí jednoho z hráčů, ale stává se, že se hráčům vyčerpají body a nemohou tak již soupeřit, nebo že jeden nebo oba odbočí (což mohou udělat také proto že došli na konec mapy) a závodit prostě přestanou.